# Pedrola
Pedrola es un municipio y localidad española de la provincia de Zaragoza, en la comunidad autónoma de Aragón. Próxima al río Ebro por su margen derecha y a la afluencia del Ebro por su izquierda, está ubicada en la depresión del valle del Ebro. El término municipal tiene una población de 3766 habitantes (INE 2024). Su economía se basa en las actividades de carácter industrial, sobre todo desde la implantación en la cercana localidad de Figueruelas de Opel España. Sin embargo, la fuente tradicional de ingresos, la agricultura, a pesar de que ha visto mermado su peso, se ha mantenido en vigor.

## Geografía
Integrado en la comarca de Ribera Alta del Ebro, se sitúa a 34 km de Zaragoza. El término municipal está atravesado por la Autopista Vasco-Aragonesa (AP-68), por la Autovía del Ebro (A-68) y por carreteras locales que conectan con Luceni, Alcalá de Ebro y Pozuelo de Aragón. 
El municipio de Pedrola se localiza en el centro de la Depresión del Ebro, gran unidad morfoestructural que aparece definida por una fisonomía relativamente homogénea, ligada a su personalidad geográfica, su topografía, su ocupación vegetal, su clima y geomorfología. Con una superficie total del término municipal de 113,7 km², es el más grande de los municipios que la conforman la comarca. Aunque el río Ebro no pasa por el municipio, sí lo hace el Canal Imperial de Aragón. Las elevaciones más destacadas son los cerros El Águila (419 m), Marinote (408 m) y Atalaya (372 m). La altitud oscila entre los 419 m al suroeste (cerro El Águila) y los 220 m, en el límite con Luceni, muy cerca de la ribera del río Ebro. El casco urbano se alza a 235 m sobre el nivel del mar. 
| Noroeste: Luceni                    | Norte: Luceni y Alcalá de Ebro | Noreste: Cabañas de Ebro            |
| Oeste: Magallón y Pozuelo de Aragón |                                | Este: Figueruelas                   |
| Suroeste: Rueda de Jalón            | Sur: Plasencia de Jalón        | Sureste: Grisén, Bárboles y Pleitas |

## Demografía
Pedrola cuenta con una población de 3766 habitantes (INE 2024).
| Gráfica de evolución demográfica de Pedrola entre 1842 y 2021                                                       |
| |
| Población de derecho según los censos de población del INE Población de hecho según los censos de población del INE |

## Administración y política
| Periodo   | Nombre                     | Partido | Partido                                            |
| --------- | -------------------------- | ------- | -------------------------------------------------- |
| 1979-1983 | José Marco Berges          |         | Independiente                                      |
| 1983-1987 | José Marco Berges          |         | Partido de los Socialistas de Aragón (PSOE-Aragón) |
| 1987-1991 | Manuel Sancho Sancho       |         | Partido de los Socialistas de Aragón (PSOE-Aragón) |
| 1991-1993 | José Marco Berges          |         | Partido de los Socialistas de Aragón (PSOE-Aragón) |
| 1993-1999 | Manuel Sancho Sancho       |         | Partido de los Socialistas de Aragón (PSOE-Aragón) |
| 1999-2007 | José Miguel Labarta Calvo  |         | Partido de los Socialistas de Aragón (PSOE-Aragón) |
| 2007-2011 | José Ángel Zaldívar Lázaro |         | Partido de los Socialistas de Aragón (PSOE-Aragón) |
| 2011-2019 | Felipe Ejido Tormez        |         | Partido de los Socialistas de Aragón (PSOE-Aragón) |
| 2019-act. | Manuela Bergés Barreras    |         | Partido de los Socialistas de Aragón (PSOE-Aragón) |

| Partido político    | Partido político                                   | 1979   | 1983   | 1987   | 1991   | 1995   | 1999   | 2003   | 2007   | 2011   | 2015   | 2019   | 2023   |
| Partido político    | Partido político                                   | Ediles | Ediles | Ediles | Ediles | Ediles | Ediles | Ediles | Ediles | Ediles | Ediles | Ediles | Ediles |
|                     | Independientes                                     | 9      | —      | —      | —      | —      | —      | —      | —      | —      | —      | —      | —      |
|                     | Unión de Centro Democrático (UCD)                  | 2      | —      | —      | —      | —      | —      | —      | —      | —      | —      | —      | —      |
|                     | Partido de los Socialistas de Aragón (PSOE-Aragón) | —      | 9      | 11     | 10     | 9      | 7      | 9      | 6      | 7      | 7      | 6      | 8      |
|                     | Partido Aragonés (PAR)                             | —      | 2      | —      | —      | 1      | 2      | 1      | 3      | 3      | —      | —      | —      |
|                     | Partido Popular de Aragón (PP)                     | —      | —      | —      | 1      | 1      | 1      | 0      | 1      | 1      | 1      | 0      | 2      |
|                     | Izquierda Unida (IU)                               | —      | —      | —      | 0      | —      | 1      | 0      | 1      | 0      | 1      | 1      | 1      |
|                     | Chunta Aragonesista (CHA)                          | —      | —      | —      | —      | —      | —      | 1      | 0      | 0      | 0      | —      | —      |
|                     | Bloque Aragonés (BAC)                              | —      | —      | —      | —      | —      | —      | —      | —      | —      | 0      | —      | —      |
|                     | Ciudadanos (CS)                                    | —      | —      | —      | —      | —      | —      | —      | —      | —      | —      | 4      | —      |
|                     | Aragón Sí Puede-Podemos-Equo                       | —      | —      | —      | —      | —      | —      | —      | —      | —      | 2      | 0      | —      |
| Total de concejales | Total de concejales                                | 11     | 11     | 11     | 11     | 11     | 11     | 11     | 11     | 11     | 11     | 11     | 11     |

## Patrimonio
En Pedrola existen dos tesoros arquitectónicos, como son la iglesia de Nuestra Señora de los Ángeles y el palacio de los Duques de Villahermosa. Ambos unidos gracias a Luisa de Borja y Aragón, quien en el siglo XVI mandó realizar un pasadizo desde el palacio a la iglesia parroquial para poder acceder de su casa a la iglesia directamente.
Su iglesia parroquial y el palacio ducal de Villahermosa fueron declarados conjunto histórico-artístico por decreto en enero de 1976.

### Palacio Ducal de Villahermosa

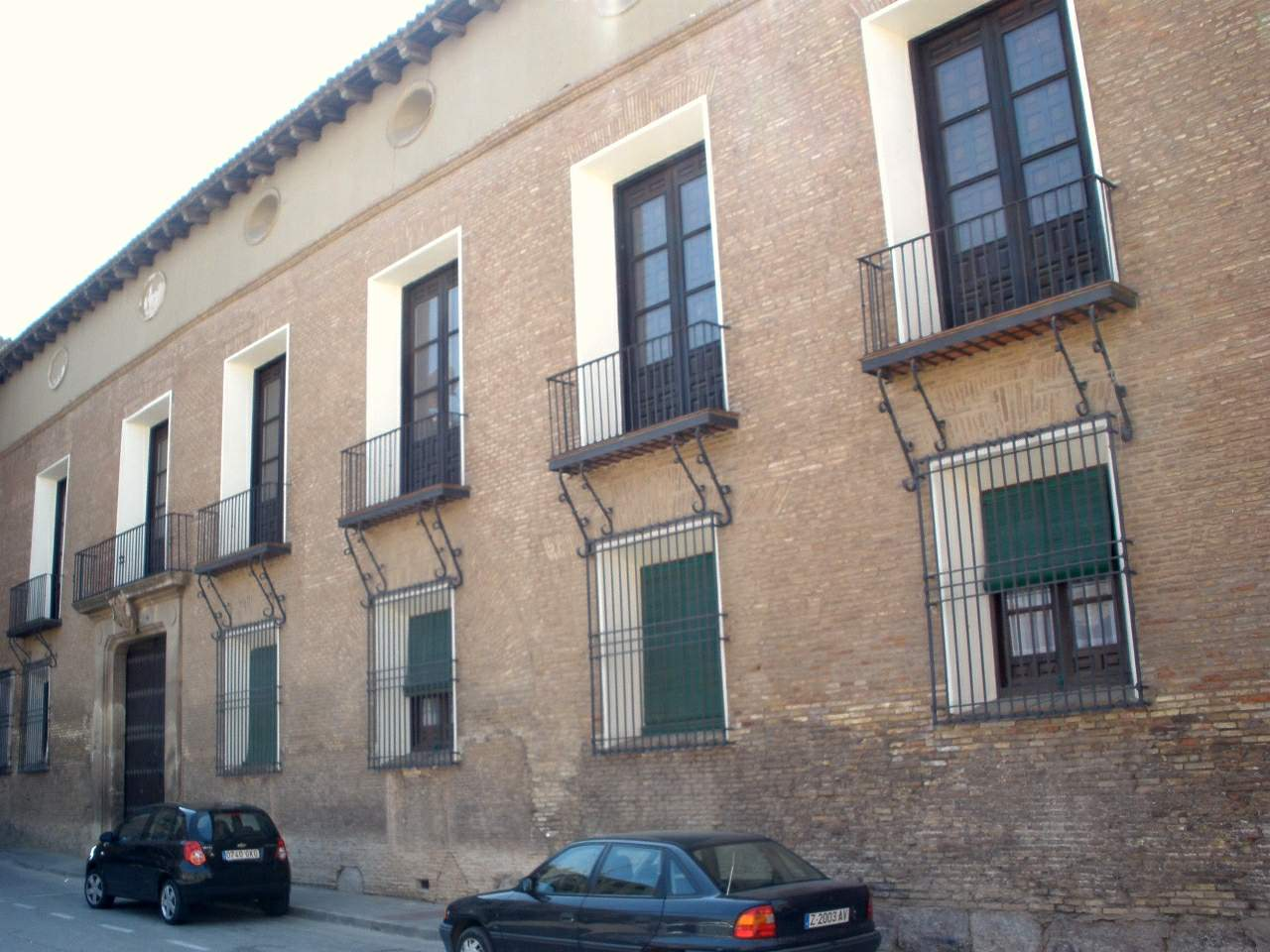
Fachada del Palacio de los Duques de Villahermosa.

Imponente edificio de estilo mudéjar aragonés de principios del siglo XVI, construido a ladrillo, del que sobresale el amplio balconaje de la planta noble y la puerta principal. Pertenece al Ducado de Villahermosa.
En él se pueden destacar su biblioteca y su sala de baile, así como las pinturas de Roland de Mois (quien vino a Zaragoza en 1559 en el séquito del duque de Villahermosa como pintor privado suyo), obras en bronce de Carderera (copias de las pinturas de Roland de Mois en el siglo XIX), y muchas más pinturas de José Antolínez, Giambattista Tiepolo, Goya (en especial su retrato de Ramón Pignatelli, en la biblioteca del palacio), Francisco Bayeu y Sorolla. Además de muebles de época, porcelanas de Sèvres, tapices de Gobelinos y artesonados renacentistas.

### Parroquia de Nuestra Señora de los Ángeles
El edificio actual es el resultado de dos ampliaciones, en el siglo XVI y XVIII, sobre un edificio del siglo XIV.

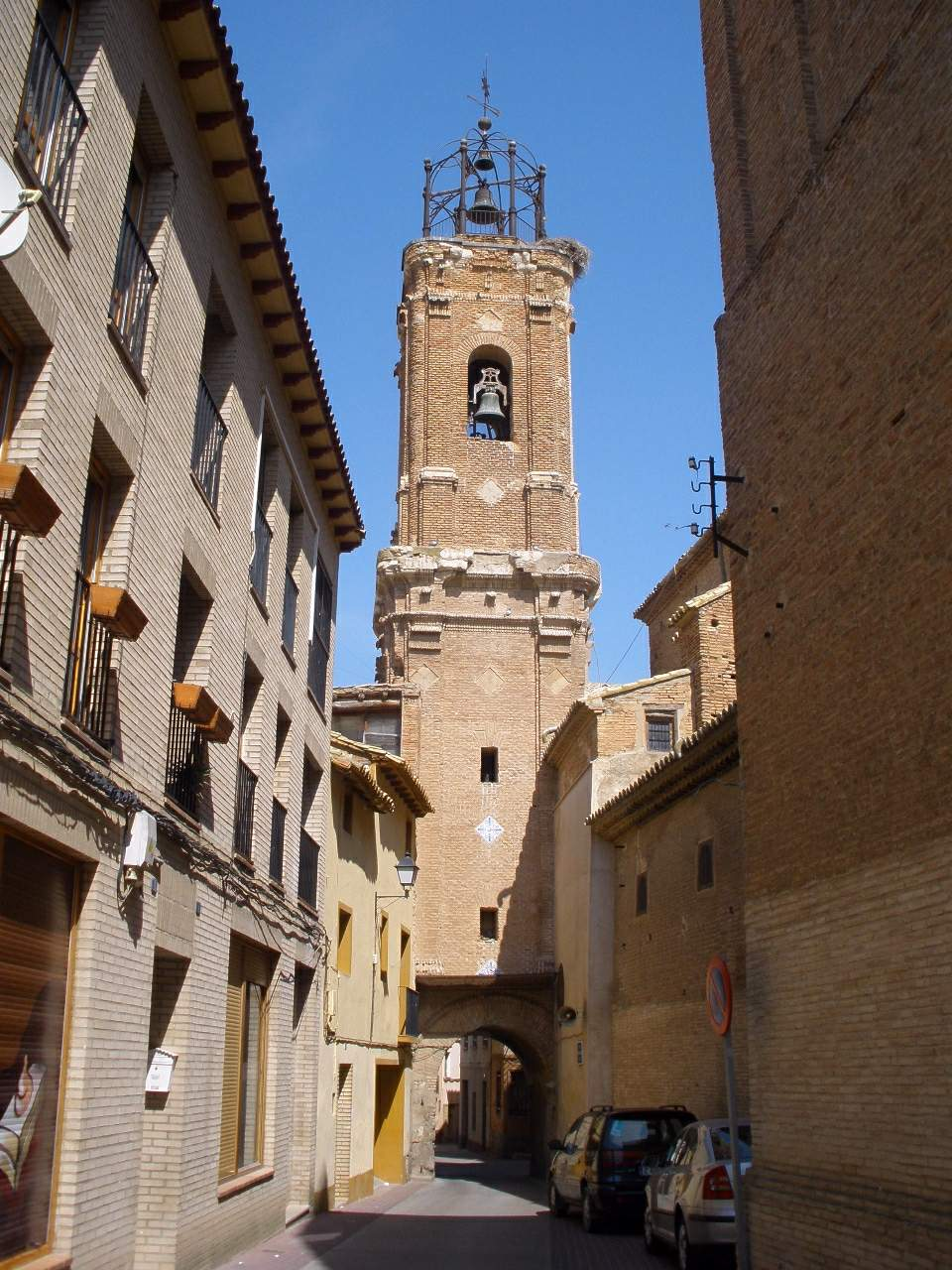
Torre de la Iglesia de N. S. de los Ángeles.

De la primera edificación queda el último tramo de la nave que corresponde a los pies del edificio, y parte de la puerta situada junto a la actual.
Alfonso Felipe de Gurrea y Aragón, inició la ampliación del edificio y la concluyó su hijo Martín de Gurrea y Aragón, cuarto duque de Villahermosa, en el siglo XVI. En esta época, su primera mujer, Luisa de Borja y Aragón, mandó realizar un pasadizo desde el Palacio a la iglesia parroquial para poder acceder desde su casa a la iglesia directamente.
La segunda ampliación tiene lugar en el último tercio del siglo XVIII, patrocinada por Juan Pablo de Aragón-Azlor, XI duque de Villahermosa, y su mujer Mª Manuela Pignatelli y Gonzaga, y realizada por el arquitecto Juan de Villanueva. En esta ampliación se realiza el crucero y cabecera rectos en el sentido de la nave, formando una cruz latina con la construcción anterior. Las capillas del Sagrado Corazón y el retablo del altar mayor, las pinta Francisco Bayeu, y la de San José, José Beratón, discípulo del mismo.
A los pies del edificio, a su lado derecho se encuentra la Torre de planta cuadrada, construida sobre un arco de medio punto. Tiene tres cuerpos y a finales del siglo XIX, debido al deterioro producido por una chispa eléctrica, se sustituyó el antiguo chapitel por un cuerpo de forja de forma octogonal, culminando con una cruz y veleta sobre esfera de hierro.

### Hito cervantino
Miguel de Cervantes plasmó en la segunda parte de Don Quijote de la Mancha sus recuerdos, en pluma, de su estancia en este palacio, en esta Villa, y que han quedado para la historia, como son la Ínsula Barataria (en la cercana Alcalá), o "Bonavía a tiro de piedra del Palacio ducal".
Cervantes conoce Pedrola en torno al 30 de diciembre de 1568. Viene acompañando al nuncio Giulio Acquaviva, que por encargo del papa Pio V, había salido de Italia el 19 de septiembre, y que desde el 13 de octubre se encontraba en Madrid. 
Venía el nuncio, con sus 21 años, a traer las condolencias a Felipe II, por la muerte de su hijo, el Príncipe Carlos, que había fallecido el 24 de julio de 1568, a los 23 años. En las fechas de su viaje desde Roma, fallecería también, la tercera y joven esposa de Felipe II, Isabel de Valois. Precisamente en las exequias de Isabel de Valois, de 22 años, el 3 de octubre de 1568, es cuando Acquaviva conocerá y escuchará al joven poeta Miguel de Cervantes de 21 años.
1568 es un año decisivo para la vida de Miguel de Cervantes.
Ha mantenido un duelo a espada, en las proximidades del Palacio de Oriente, con el pintor de la corte Antonio de Sigura, por defender el honor de su hermana Andrea. Abandonará sus estudios con López de Hoyos. Prepara los versos en honor de la reina. Posiblemente recibe una sentencia condenatoria por el duelo a espada, y sabiendo que el nuncio tiene pasaporte y licencia para abandonar España y regresar a Italia (documentación otorgada por el rey y fechada en Aranjuez 20 de diciembre de 1568), consigue formar parte del séquito del nuncio para salir de Madrid, y pasando por Pedrola, dirigirse a Roma. Según el pasaporte regio, disponen de 60 días para abandonar suelo del Reino de Aragón.
Cervantes conoció Pedrola en los últimos días de 1568, acompañando al nuncio y alojándose en el Palacio que Martín de Aragón, IV duque de Villahermosa, acababa de embellecer. Conoció entonces a la duquesa, segunda esposa de D. Martin, desde 1566, María Pérez de Pomar (puesto que la primera esposa, Luisa de Borja y Aragón, había fallecido en 1560).

## Ciudades hermanadas
- Mourenx (Francia)
- Vallermosa (Italia)